# Open Arena
OpenArena é um FPS - First person shooter, ou jogo de Tiro em Primeira Pessoa de código fonte aberto e livre baseado no código livre de Quake.
O jogo ainda está em fase inicial de desenvolvimento. Além disso, um "missionpack" add-on está prevista, a fim de aproveitar as GPL do código fonte de Quake III: Team Arena.
A mais nova versão do OpenArena 0.8.8 foi lançada em 20 de fevereiro de 2012.
OpenArena está incluído em várias distribuições GNU / Linux, incluindo o Debian, Fedora, Linux Mint, Ubuntu etc.

## Jogo
A jogabilidade de Open Arena é a mesma que Quake III Arena. As armas incluem um lançador de foguetes.
Os modos de jogo são Deathmatch, Team Deathmatch, Torneio, e Capture the Flag.